# Mrzeżyno Gryfickie
Mrzeżyno Gryfickie – zlikwidowana stacja gryfickiej kolei wąskotorowej w Mrzeżynie, w województwie zachodniopomorskim, w Polsce. Przystanek został zlikwidowany po 1961 roku. Stacja była końcową dla rozebranej linii kolejowej wąskotorowej (1000 mm) z Trzebiatowa Mokrego.